# 일본 삼경

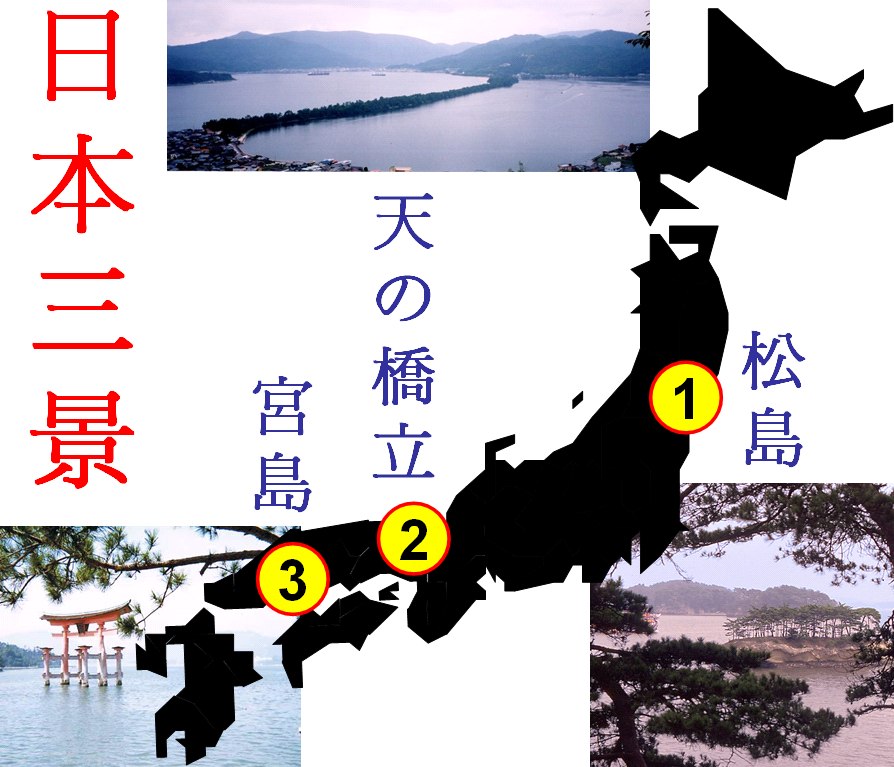
일본 삼경
1. 마쓰시마섬
2. 아마노하시다테
3. 이쓰쿠시마섬

일본 삼경(일본어: 日本三景 니혼 산케이[*])은 일본에서 가장 유명한 3대 명승지를 가리키며 세계 7대 불가사의와 다소 유사하다. 삼경의 목록은 대개 1643년에 유학자 하야시 라잔이 처음 열거한 데에서 시작되었다고 여겨진다.
일본 삼경은 다음과 같다:
- 마쓰시마섬(미야기현)
- 아마노하시다테(교토부)
- 이쓰쿠시마섬(히로시마현)

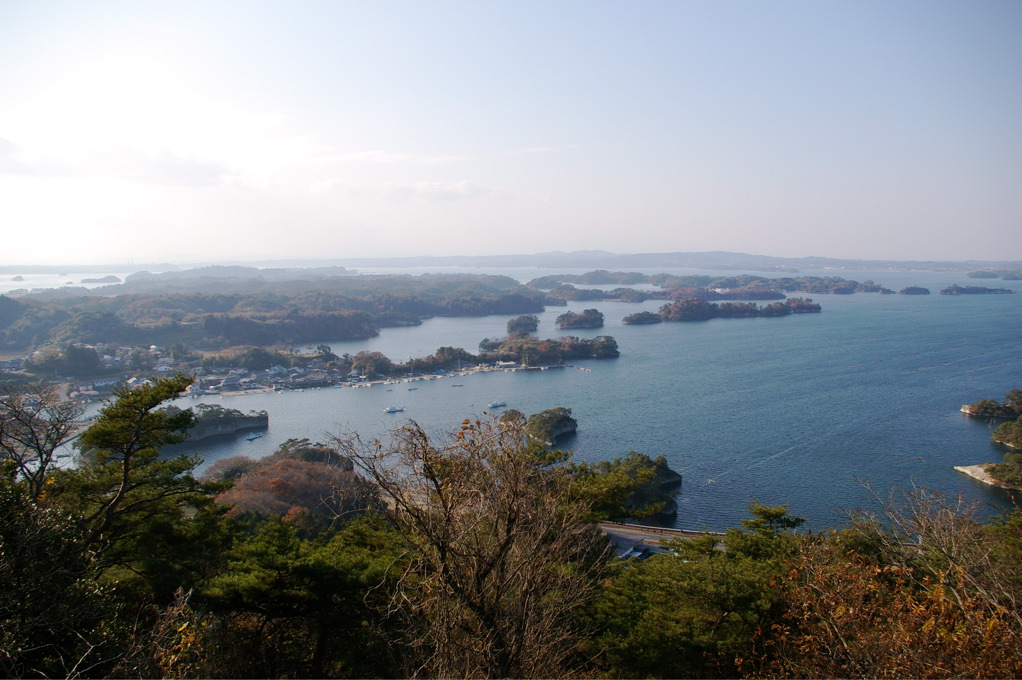
마쓰시마만의 소나무로 덮인 섬들
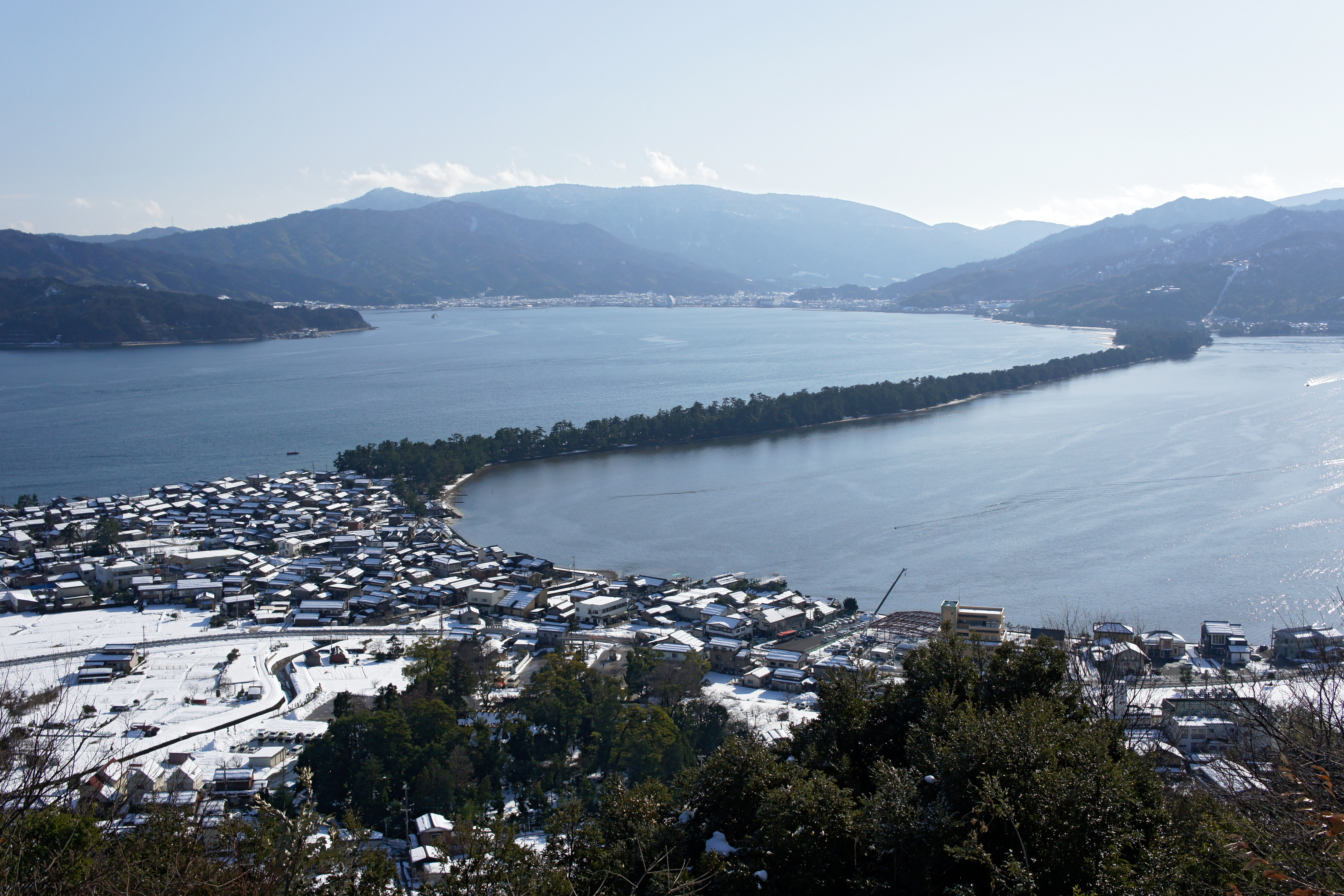
서쪽에서 바라본 아마노하시다테
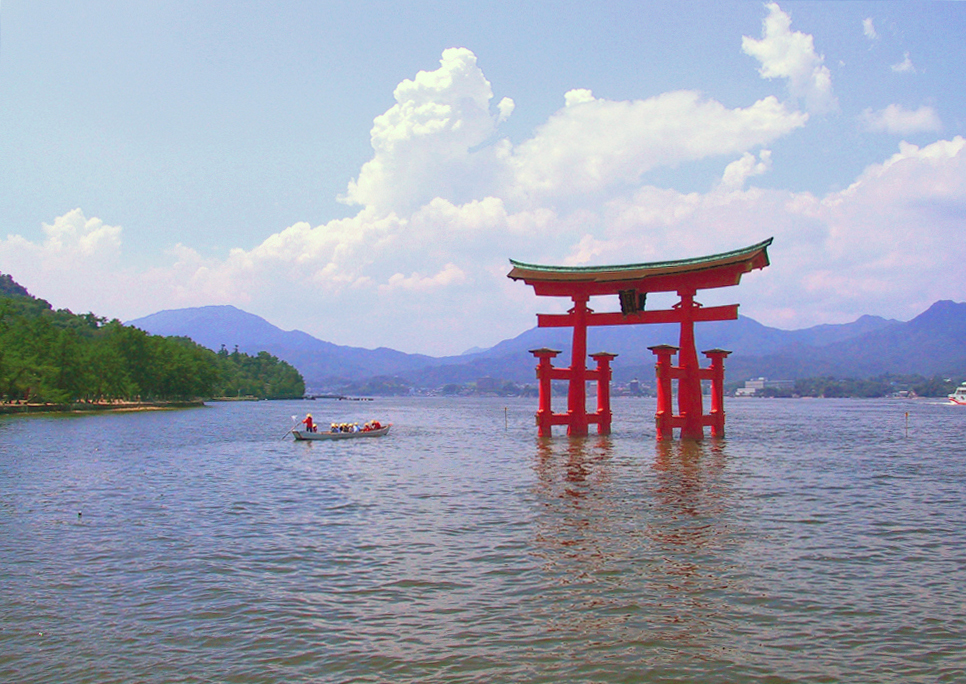
이쓰쿠시마 신사의 도리이

## 같이 보기
- 일본 3대 정원